# Falklandsöarnas herrlandslag i cricket

Falklandsöarnas flagga.

Falklandsöarnas herrlandslag i cricket representerar Falklandsöarna i cricket för herrar. Första matchen spelades mot Chile i februari 2004, och man fick affiliaterat medlemskap i International Cricket Council den 29 juni 2007.  Argentina avstod från att rösta vid omröstningen.
Falklandsöarna deltog för första gången i en ICC-turnering då man var med i allamerikanska mästerskapet, Division IV, i Mexiko under perioden 13-19 juni 2010.
Laget vann sin första match då man slog Costa Rica. Lagpakten Elliott Taylforth utsågs till matchens lirare.
Det finns planer på att bygga en andra cricketplan, i så fall i Stanley, förutom den som redan finns vid flygbasen Mount Pleasant. Därmed skall man i så fall kunna spela Twenty 20-matcher samt U15- och U17-cricket.

### Fotnoter
1. ↑  Falkland Islands Government Arkiverad 20 augusti 2008 hämtat från the Wayback Machine.
2. ↑  New members for the ICC Arkiverad 23 juni 2015 hämtat från the Wayback Machine. at CricketEurope
3. ↑  Changes afoot as ICC realise errors Arkiverad 8 november 2012 hämtat från the Wayback Machine. av Jonathan Agnew på BBC
4. ↑  ”Arkiverade kopian”. Arkiverad från originalet den 24 juli 2011. https://web.archive.org/web/20110724140527/http://static.icc-cricket.yahoo.net/ugc/documents/DOC_D845C8A46622C9946AD46376D0DC734D_1271824405991_863.pdf. Läst 11 maj 2010.
5. ↑  ”Arkiverade kopian”. Arkiverad från originalet den 9 mars 2012. https://web.archive.org/web/20120309172509/http://icc-cricket.yahoo.net/the-icc/icc_members/americas/newsdetails.php?newsId=10524_1276669080. Läst 12 oktober 2012.
6. ↑  A festival of cricket for the Falklands Arkiverad 16 augusti 2010 hämtat från the Wayback Machine.